# Indexing Service
Indexing Service (ранее назывался Index Server) — ранее существовавшая служба Windows. Обеспечивала индексирование большинства файлов на компьютере для улучшения быстродействия поиска на ПК и в корпоративных сетях. Обновление индекса происходило автоматически. В Windows Vista, Indexing Service была заменена на службу индексации Поиска Windows. Модули IFilters, будучи частью Indexing Service, были обеспечены совместимостью с новой службой поиска.

## История
Indexing Service появилась в Windows NT 4.0 Option Pack. Первая версия датируется августом 1996 года в виде системы поиска контента для Microsoft Internet Information Services. Первые упоминания этого компонента появляются еще раньше, в проекте Cairo, как индексатор для Object File System. Проект Cairo был в конечном итоге отменен, но сам индексатор был интегрирован в более поздние настольные и серверные версии Windows, начиная с Windows 2000, в которой есть Indexing Service 3.0.
В Windows Vista Indexing Service заменена на службу индексации Поиска Windows. Indexing Service есть в Windows Server 2008, но устанавливается она по требованию.
Indexing Service была признана устаревшим компонентом в Windows 7 и Windows Server 2008 R2, а в Windows 8 удалена вовсе.